# Sandy Beach (Alberta)
Sandy Beach est un village d'été (summer village) du Comté de Lac Sainte-Anne, situé dans la province canadienne d'Alberta.

## Démographie
En tant que localité désignée dans le recensement de 2011, Sandy Beach a une population de 223 habitants dans 106 de ses 277 logements, soit une variation de -6,7 % avec la population de 2006. Avec une superficie de 2,428 6 km2, le village d'été possède une densité de population de 91,822 4 hab/km2 en 2011.
Concernant le recensement de 2006, Sandy Beach abritait 239 habitants dans 117 de ses 269 logements. Avec une superficie de 2,428 6 km2, Sandy Beach possédait une densité de population de 98,4 hab/km2 en 2006.
| 2001 | 2006 | 2011 | 2016 |
| ---- | ---- | ---- | ---- |
| 201  | 239  | 223  | 278  |